# Крот (Ер)
Крот (фр. Croth) насеље је и општина у северној Француској у региону Горња Нормандија, у департману Ер која припада префектури Евре.
По подацима из 2011. године у општини је живело 1257 становника, а густина насељености је износила 119,6 становника/km². Општина се простире на површини од 10,51 km². Налази се на средњој надморској висини од 65 метара (максималној 137 m, а минималној 61 m).

## Демографија
| 1962. | 1968. | 1975. | 1982. | 1990. | 1999. | 2011. |
| ----- | ----- | ----- | ----- | ----- | ----- | ----- |
| 476   | 538   | 598   | 764   | 1.143 | 1.293 | 1.257 |

График промене броја становника у току последњих година